# Martin Andersson (skådespelare)
Nils Martin Andersson, född 20 juni 1979 i Kista församling i Stockholm, är en svensk matematiker, professor och tidigare barnskådespelare, känd bland annat för rollen som Bert Ljung i såväl TV-serien Bert som långfilmen Bert – den siste oskulden.

## Biografi
Martin Andersson växte upp i Stockholm och fick rollen som storebrodern Jonas i filmerna om Lotta på Bråkmakargatan, men genombrottet kom 1994-1995 när han spelade huvudrollen Bert Ljung i TV-serien Bert och långfilmen Bert – den siste oskulden. Samtidigt spelade Martin Andersson i punk- och hardcorebandet Parias tillsammans med Oliver Loftéen – Åke i TV-serien och långfilmen – med flera. Därefter lämnade Andersson skådespeleriet för att i efterhand studera.
År 2003 flyttade han till Brasilien, där blev han matematiker. År 2007 disputerade han med avhandlingen Robust Ergodic Properties in Partially Hyperbolic Dynamics vid Matematiska institutet i Rio de Janeiro.

## Filmografi
- 1992 – Lotta på Bråkmakargatan
- 1993 – Lotta flyttar hemifrån
- 1994 – Bert (TV-serie)
- 1995 – Bert – den siste oskulden